# غوردون كليستان
غوردون كليستان (بالإنجليزية: Gordon Kljestan)‏ هو لاعب كرة قدم أمريكي في مركز الوسط، ولد في 30 نوفمبر 1983 في شاطئ هنتنغتون في الولايات المتحدة. لعب مع لوس أنجلوس غلاكسي.